# 이오카촌 (에히메현)
이오카촌(飯岡村)은 에히메현 니이군에 설치된 촌이다. 